# Biltsche (Dubno)

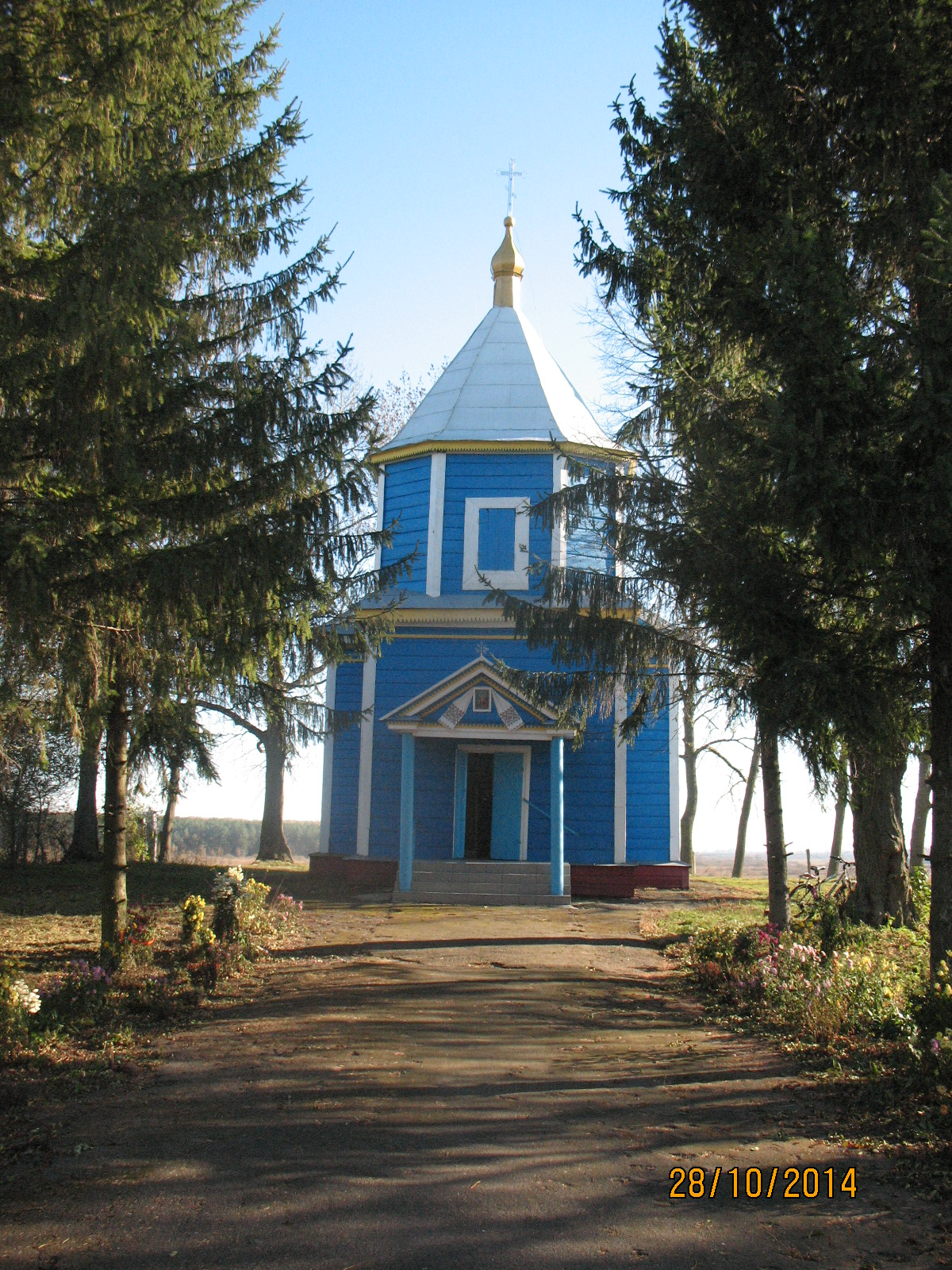
Kirche von Biltsche

Biltsche (ukrainisch Більче; russisch Бильче, polnisch Bilcze) ist ein Dorf im Südwesten der ukrainischen Oblast Riwne mit etwa 250 Einwohnern (2001).
Am 20. Juli 2016 wurde das Dorf ein Teil der neugegründeten Landgemeinde Boremel (Боремельська сільська громада/Boremelska silska hromada), bis dahin bildete das Dorf zusammen mit dem Dorf Malewe die gleichnamige Landratsgemeinde im Norden des Rajon Demydiwka.
Am 17. Juli 2020 wurde der Ort Teil des Rajons Dubno.
Die Ortschaft liegt auf 190 m Höhe am Ufer der Styr, einem rechten Nebenfluss des Prypjat, 3 km nördlich vom Gemeindezentrum, 22 km nördlich vom ehemaligen Rajonzentrum Demydiwka und 78 km westlich vom Oblastzentrum Riwne.

## Söhne und Töchter der Ortschaft
- Walerjan Polischtschuk (1897–1937), Schriftsteller, Dichter, Romancier, Literaturkritiker und Publizist